# Monica Vitti

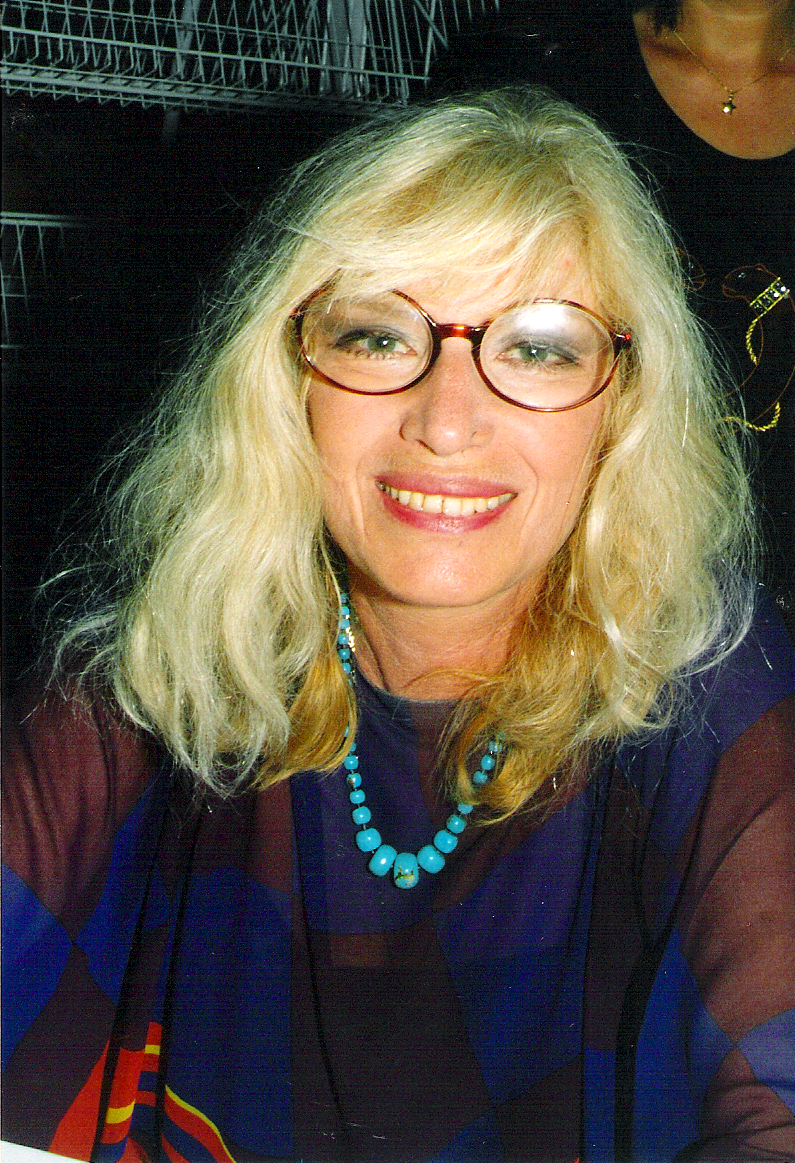
Monica Vitti (1995)

Monica Vitti (eigentlich Maria Luisa Ceciarelli; * 3. November 1931 in Rom; † 2. Februar 2022 ebenda) war eine italienische Schauspielerin. Berühmt wurde sie insbesondere durch ihre Filme mit den Regisseuren Michelangelo Antonioni und Mario Monicelli.

## Leben
Bereits als Jugendliche tat sich Monica Vitti in Amateurproduktionen auf der Bühne hervor. Nach dem Abschluss an Roms Accademia nazionale d’arte drammatica 1953 war sie vor allem für das Theater tätig, hatte jedoch schon 1954 ihr Filmdebüt mit einer kleinen Rolle in der Komödie Ridere! Ridere! Ridere!
Ende der 1950er-Jahre lernte sie Michelangelo Antonioni kennen, mit dem sie mehrere Jahre zusammenlebte. Unter seiner Regie feierte sie Erfolge auf der Bühne und spielte in sechs gemeinsamen Filmen zwischen 1957 und 1981. Ihren Durchbruch zum Star bedeutete 1960 die Hauptrolle in Antonionis existenzialistischem Filmdrama Die mit der Liebe spielen (L’Avventura). Antonioni setzte sie auch in seinen nachfolgenden Filmen Die Nacht (La notte), Liebe 1962 (L’eclisse) und Rote Wüste (Il deserto rosso) in Hauptrollen ein. Alle Filme beschäftigen sich insbesondere mit der Moderne und ihren Schwächen, beispielhaft ihren Auswirkungen auf zwischenmenschliche Beziehungen, und werden zu Klassikern der Filmgeschichte gezählt. 

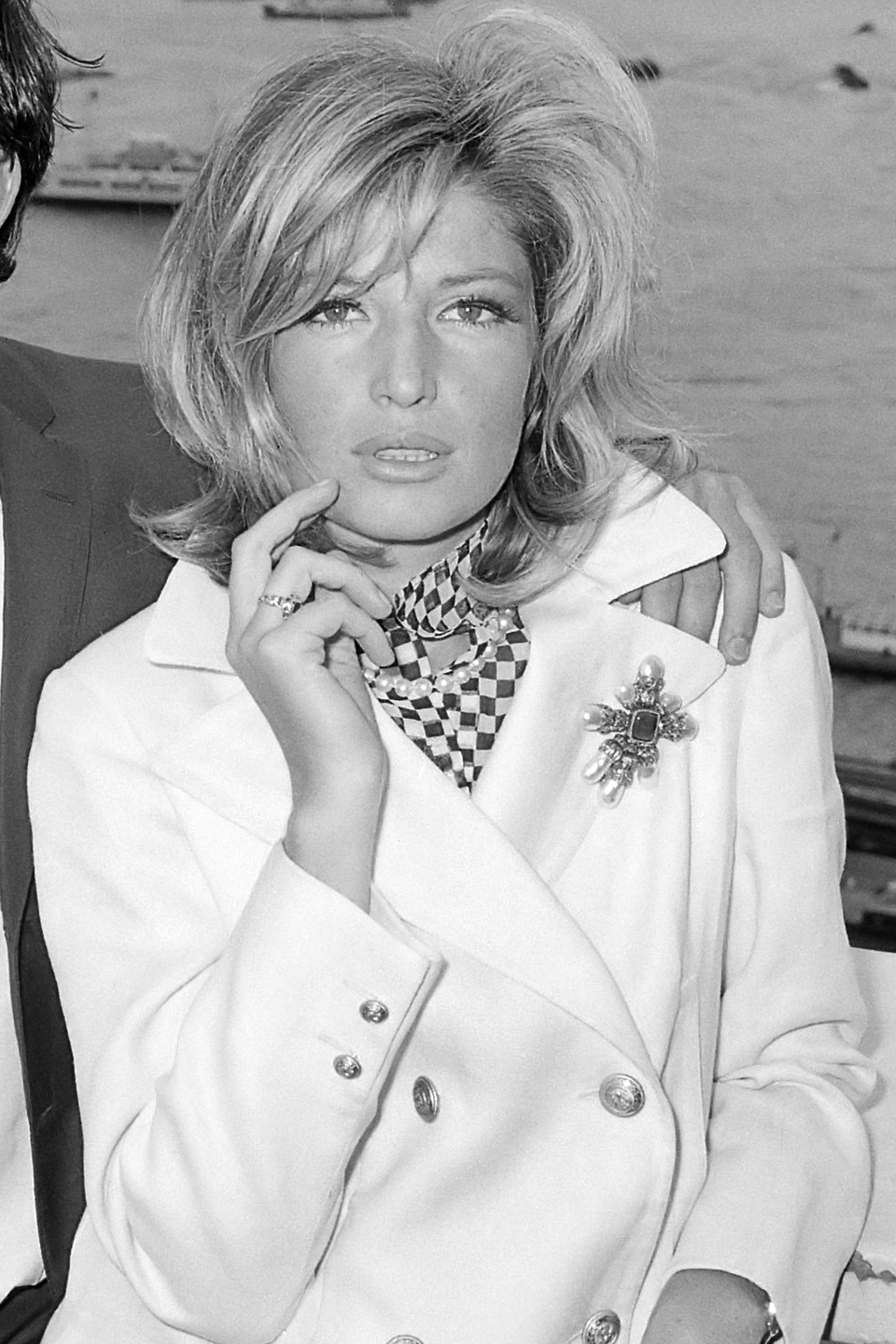
Monica Vitti (1965)

Monica Vitti, die zugleich Leidenschaft und Unnahbarkeit ausstrahlte und in dramatischen Rollen überzeugte, wurde zu einer der Ikonen des italienischen Films. Zu ihrem 90. Geburtstag schrieb Claudius Seidl über Vitti, sie habe einen „neuen Typus der Kinoheldin erfunden: modern, kühl, den Männern weit voraus“. Sie hatte zwar schon auf der Schauspielakademie eine große Vis comica (Lustigkeit) bewiesen, aber dem großen Publikum wurde sie als begnadete Komikerin erst in den sechziger Jahren ein Begriff, so in Mario Monicellis Mit Pistolen fängt man keine Männer (La ragazza con la pistola) von 1968. Im Mai desselben Jahres wurde sie als Präsidentin des 21. Filmfestivals in Cannes nominiert, aber als sich die Studentenproteste von 1968 auch gegen das Festival richteten, trat sie zurück, und Louis Malle, Roman Polański sowie Terence Young taten es ihr gleich. In diesem Jahr wurde deswegen in Cannes kein Filmpreis verliehen.
Im komödiantischen Genre feierte sie auch in den 1970er-Jahren weiter große Erfolge, unter anderem mit Theresa, die Diebin (Teresa la ladra) (1973), dem Regiedebüt ihres damaligen Gefährten Carlo Di Palma, der als Chefkameramann für Antonioni gearbeitet hatte. Sie spielte Hauptrollen in Filmen bedeutender Regisseure: Ettore Scola, Luis Buñuel, Dino Risi, Nanni Loy, Franco Rossi, Luigi Comencini und anderer. 1966 wurde ihr Versuch, mit der Titelrolle in Joseph Loseys parodistischer Agentenkomödie Modesty Blaise – Die tödliche Lady (nach den Comics um Modesty Blaise von Autor Peter O’Donnell) auch im englischsprachigen Film und damit international Fuß zu fassen, zum Misserfolg.
Zwischen 1969 und 1979 wurde Vitti fünfmal mit dem italienischen Filmpreis David di Donatello ausgezeichnet. 1974 gehörte Monica Vitti zur Jury beim Filmfestival von Cannes. 1984 erntete sie für ihre Darstellung in dem Film Flirt einen Silbernen Bären bei der Berlinale 1984. Dieser Film, bei dem Monica Vitti auch am Drehbuch mitarbeitete, markierte zudem das Regiedebüt ihres Lebensgefährten Roberto Russo. Die Beziehung hatte 1973 begonnen, nach 27 Jahren heirateten die beiden im Jahr 2000.
1988 brachte die französische Tageszeitung Le Monde die Nachricht von ihrem Suizid. Monica Vitti replizierte sarkastisch, sie bedanke sich für das lange Leben, das ihr (nach einem geläufigen italienischen Aberglauben) mit der vorzeitigen Todesmeldung geschenkt worden sei. 1989 war sie Regisseurin, Autorin und Darstellerin des Films Scandalo segreto. Danach zog sich Monica Vitti von der Leinwand zurück, trat aber weiterhin in Fernseh- und Theaterrollen auf. 1993 veröffentlichte sie mit Sette sottane eine erfolgreiche Autobiografie. 1995 erhielt Monica Vitti bei der Biennale Venedig den Goldenen Löwen für ihr Lebenswerk.
Im März 2002 erschien sie zum letzten Mal in der Öffentlichkeit. In den folgenden Jahren verschlechterte sich ihr Gesundheitszustand. Sie litt an einer degenerativen Erkrankung, zog sich in eine Schweizer Klinik zurück und hatte nur noch mit ihren Angehörigen Kontakt. 2018 berichtete ihr Ehemann, dass sie in Rom lebe und gepflegt werde. Sie starb am 2. Februar 2022 im Alter von 90 Jahren.

## Filmografie (Auswahl)
- 1954: Ridere! Ridere! Ridere!
- 1955: Adriana Lecouvreur

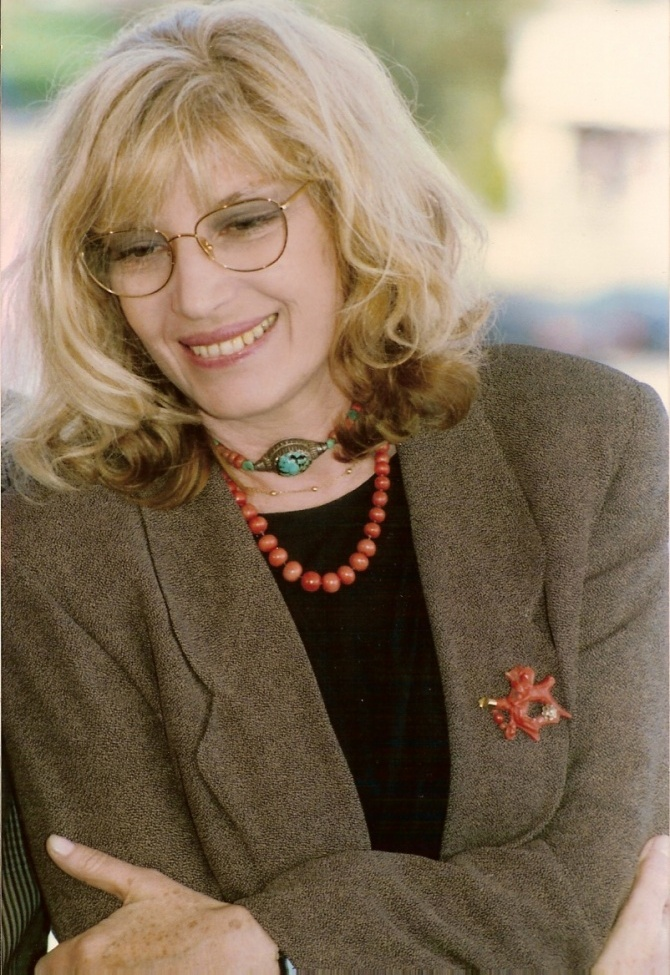
Monica Vitti (1990)

- 1956: Der Nerzmantel (Una pelliccia di visone)
- 1958: Le dritte
- 1960: Die mit der Liebe spielen (L’avventura)
- 1961: Die Nacht (La notte)
- 1962: Liebe 1962 (L’eclisse)
- 1962: Die vier Wahrheiten (Les quatre vérités)
- 1963: Bonbons mit Pfeffer (Dragées à poivre)
- 1963: Ein Schloß in Schweden (Château en Suède)
- 1964: Il disco volante
- 1964: Ehen zu dritt (Alta infedelta)
- 1964: Die rote Wüste (Il deserto rosso)
- 1965: Die Puppen (Le bambole)
- 1966: Modesty Blaise – Die tödliche Lady (Modesty Blaise)
- 1966: Die Gespielinnen (Le fate)
- 1967: Der Keuschheitsgürtel (La cintura di castità)
- 1967: Mach mich kalt, ich friere (Fai in fretta ad uccidermi… ho freddo!)
- 1967: Ich habe dich zum Spaß geheiratet (Ti ho sposato per allegria)
- 1968: Mit Pistolen fängt man keine Männer (La ragazza con la pistola)
- 1969: Amore mio (Amore mio aiutami)
- 1969: Kalte Augen (La Femme écarlate)
- 1970: Le coppie
- 1970: Eifersucht auf italienisch (Dramma della gelosia (tutti i particolari in cronaca))
- 1970: Ninì Tirabusciò, la donna che inventò la mossa
- 1970: La supertestimone
- 1971: Noi donne siamo fatte così
- 1971: La pacifista
- 1972: Gli ordini sono ordini
- 1973: Polvere di stelle
- 1973: Theresa, die Diebin (Teresa la ladra)
- 1973: La Tosca
- 1974: Das Gespenst der Freiheit (Le fantôme de la liberté)
- 1975: Eine Laus im Pelz (A mezzanotte va la ronda del piacere)
- 1975: Ente auf Orange (L’anatra all’arancia)
- 1975: Lucky Girls (Qui comincia l’avventura)
- 1976: Basta che non si sappia in giro!…
- 1976: Mimì Bluette fiore del mio giardino
- 1977: Hilfe, sie liebt mich (L’altra metà del cielo)
- 1978: Amori miei
- 1978: Per vivere meglio, divertitevi con noi
- 1978: Staatsraison (La Raison d’état)
- 1979: Ein perfekter Seitensprung (An Almost Perfect Affair)
- 1979: Wilde Betten – Lippenstift-Tigerinnen (Letti selvaggi)
- 1980: Non ti conosco più Amore
- 1981: Camera d'albergo
- 1981: Das Geheimnis von Oberwald (Il mistero di Oberwald)
- 1981: Il tango della gelosia
- 1982: Ich weiß, daß du weißt, daß ich weiß (Io so che tu sai che io so)
- 1982: Pardon, darf ich dich ohrfeigen? (Scusa se è poco)
- 1983: Flirt
- 1986: Francesca e mia
- 1989: Scandalo segreto (Regie)
- 1992: Ma tu mi vuoi bene? (Fernsehfilm)

## Bücher
- Monica Vitti: Sette sottane (Autobiografie), Sperling & Kupfer, Milano 1993, ISBN 88-200-1599-4
- Monica Vitti: Il letto è una rosa (Das Bett ist eine Rose), Arnoldo Mondadori Editore, Milano 1995, ISBN 88-04-38763-7

## Auszeichnungen

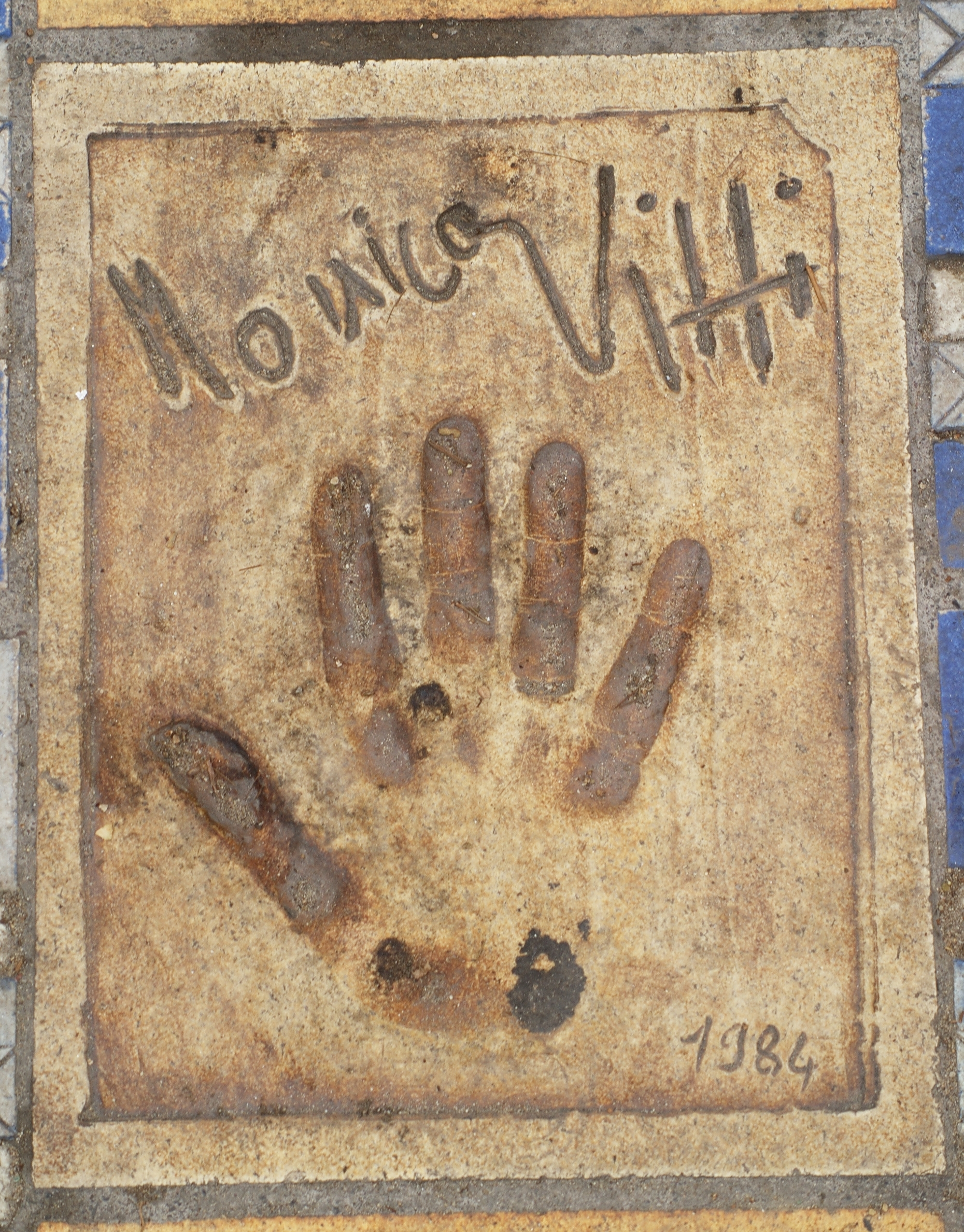
Handabdruck von Monica Vitti, Cannes

### Nastro d’Argento
- Beste Nebendarstellerin 1962 in Die Nacht
- Beste Hauptdarstellerin 1969 in Mit Pistolen fängt man keine Männer, 1976 in Ente auf Orange

### David di Donatello
Beste Hauptdarstellerin: 1969 in Mit Pistolen fängt man keine Männer, 1971 in Ninì Tirabusciò – La donna che inventò la mossa, 1974 in Polvere di stelle, 1976 in Ente auf Orange, 1979 in Amori miei

### Berlinale
- 1984: Silberner Bär

### Verdienstorden der Italienischen Republik
- 1986

### Biennale Venedig
- 1995 Goldener Löwe für ihr Lebenswerk